# Åke Jönsson (tränare)
Åke Jönsson, född 1936, är en svensk tränare i längdskidåkning. Han tränade framgångsrikt både Sveriges (1980–1985) och Norges landslag. Det svenska landslaget kallades för "Jönsson-ligan" under hans år som tränare. Före tiden som tränare arbetade han som officer på I5 i Östersund.
Han tilldelades TT:s idrottsledarpris 1984.